# Miklós Boháty
Miklós Boháty, né le 6 décembre 1935, à Fegyvernek, en Hongrie et décédé le 19 juin 1983, à Budapest, en Hongrie, est un ancien joueur hongrois de basket-ball. Il évolue durant sa carrière au poste d'arrière.